# Xã Fremont, Quận Sanilac, Michigan
Xã Fremont (tiếng Anh: Fremont Township) là một xã thuộc quận Sanilac, tiểu bang Michigan, Hoa Kỳ. Năm 2010, dân số của xã này là 1.051 người.